# Удары Кометы
«Удары Кометы» (англ. The Comet Strikes, кит. трад. 鬼流星, палл. Гуй Лю Син, буквально: «Метеор-призрак») — гонконгский художественный фильм, снятый Ло Вэем по собственному сценарию. В главных ролях Мяо Кэсю и Се Сянь. На экраны картина вышла 11 августа 1971 года.

## Сюжет
Глухой старик живёт в заброшенном и на вид населённом призраками особняке во времена правления династии Мин. Его ужасающий вид внушает страх в сердца большинства горожан. Однажды двое меченосцев из поместья Тяньсин встречают его в ресторане Шэна. Оба следуют за ним, но погибают у особняка. Се, глава поместья, вместе с женой прибывают для расследования. На следующий день их находят мёртвыми.
Цю Тяньхэ сообщает трагическую новость сыну пары, Тяньцзюню, когда таинственная девушка, Хуан Сяоюй, приходит в поместье. Она сообщает Тяньцзюню последнее желание его родителей, состоящее в том, что он не должен мстить. Тяньцзюнь считает, что девушка причастна к смерти его родителей. Завязывается схватка. Ей удаётся сбежать.
Цю и двое императорских бойцов, Сюй Соу и Мо Фэй, проводят тайную встречу в храме Байлун. Они делают вывод, что Сяоюй заодно с глухим человеком, скрывающим короля Вэя, в настоящее время находящимся в изгнании в заброшенном особняке. Они посылают за Тяньцзюнем.
Тяньцзюнь приходит в храм, но не находит там друзей. Вместо этого появляются Сяоюй и Хо Сань, чтобы похитить его.
Тяньхэ, Соу и Фэй возвращаются в храм, где начинают беспокоиться за Тяньцзюня. Они отправляются искать его. Между тем Тянбцзюня отводят в гостиницу, откуда тот сбегает. Вскоре он снова встречается с друзьями в городе. Вместе они отправляются в ресторан Шэна, чтобы провести расследование, и выясняют, что тела родителей Тяньцзюня по-прежнему находятся там. Надеясь в последний раз взглянуть на родителей, Тяньцзюнь вскрывает гробы. Внезапно гаснет свет, а Тяньцзюня захватывает струя холодного воздуха из гробов. Он кричит. Тяньхэ с друзьями спешат к месту происшествия, но Тяньцзюнь уже исчез. Они решают искать в особняке.
По окончании этих событий Тяньхэ с друзьями напуганы. Услышав призрачный крик, они не осмеливаются пройти вглубь особняка. Они передают это дело начальнику дворцового охранного отряда, Пэн Тяньпэю. Дальнейшее расследование порождает противостояние между ними и Сяоюй, Санем и их последователями. Это приводит к многочисленным жертвам. Лишь Сяоюй удаётся отступить в особняк.
Она сообщает глухому о ситуации, поскольку особняк осаждён. Он и трое способных мечников, притворяющихся привидениями, расставляют ловушки для противника. Уловка срабатывает. Тяньпэй и его люди, в конце концов, отправлены на тот свет. Три «призрака» раскрывают свои личности — ими оказываются родители Тяньцзюня и он сам. Троица встала на сторону глухого, чтобы защитить короля Вэя.
Теперь, когда все их враги мертвы, семья Се и Сяоюй решают вывести Вэя на корабле.

## В ролях
| Актёр       | Роль                                              |
| ----------- | ------------------------------------------------- |
| Мяо Кэсю    | Метеор-призрак Хуан Сяоюй                         |
| Се Сянь     | Се Тяньцзюнь                                      |
| Ло Вэй      | начальник дворцового охранного отряда Пэн Тяньпэй |
| Фэн Цуйфань | Цю Тяньхэ                                         |
| Лю Юн       | Мо Фэй                                            |
| Ли Кунь     | третий брат / Хо Сань                             |
| Ши Цзянь    | глухой старик / Волшебный Дракон Гу Ин            |
| Фэн И       | Сюй Соу                                           |
| Хун Лю      | отец Тяньцзюня                                    |
| Цзян Нань   | хозяин гостиницы Шэн                              |

## Кассовые сборы
Сумма сборов «Ударов Кометы» от кинопроката составила 883 968,7 HKD. Он проходил в гонконгских кинотеатрах с 11 по 23 августа 1971 года.

## Издания на цифровых носителях

### VCD
| Дата выпуска | Страна  | Классификация | Издатель       | Формат | Язык     | Субтитры                 | Примечания | Источник |
| ------------ | ------- | ------------- | -------------- | ------ | -------- | ------------------------ | ---------- | -------- |
| 11 мая 2007  | Гонконг | —             | Joy Sales (HK) | NTSC   | путунхуа | китайские (традиционные) |            | [ 3 ]    |

### DVD
| Дата выпуска   | Страна  | Классификация | Издатель       | Формат | Регион | Язык                 | Звук              | Субтитры                                                     | Примечания | Источник |
| -------------- | ------- | ------------- | -------------- | ------ | ------ | -------------------- | ----------------- | ------------------------------------------------------------ | ---------- | -------- |
| 21 апреля 2009 | Гонконг | —             | Joy Sales (HK) | NTSC   | все    | кантонский, путунхуа | Dolby Digital 2.0 | английские, китайские (традиционные), китайские (упрощённые) |            | [ 4 ]    |